# Daniel Divinsky
Daniel Jorge Divinsky (Buenos Aires, 1 de abril de 1942-Buenos Aires, 1 de agosto de 2025) fue un abogado y editor argentino, socio fundador de la reconocida Ediciones de la Flor.

## Trayectoria
A los cuatro años de edad enfermó de nefritis y tuvo una lenta recuperación, lo que lo motivó a leer, además del estímulo de «dos tías docentes, solteras» que le enseñaron a utilizar la lectura como entretenimiento.
Ingresó a la universidad a los 15 años con la intención de estudiar Letras, pero convencido por su padre para tener una salida laboral, fue a anotarse en Ingeniería. Cuando observó el plan de estudios y notó la gran presencia de matemáticas en la currícula, terminó inscribiéndose en Abogacía. A los 20 se recibió de abogado por la Universidad de Buenos Aires, con diploma de honor. Ejerció esa actividad durante diez años.
Tuvo su primera experiencia en edición mientras estudiaba en la Facultad de Derecho, ya que el Centro de Derecho y Ciencias Sociales publicaba una colección llamada Cuadernos del Centro de Derecho. Esta colección era financiada por la editorial Perrot. Divinsky y otros compañeros se encargaban del trabajo editorial.
Mientras ejercía la abogacía conoció a Jorge Álvarez, un editor de libros de derecho y que además publicaba a escritores como Rodolfo Walsh y Pirí Lugones (nieta de Leopoldo Lugones), para quien realizó algunas tareas ad honorem:

Para Jorge Álvarez hice traducciones, corregí pruebas de decenas de libros y tuve a mi cargo el cuidado de las ediciones del Diccionario de los lugares comunes de Flaubert, traducido por Alberto Ciria. También supervisé la traducción que hizo Rodolfo Walsh de El diccionario del diablo, de Ambrose Bierce, que fue la primera vez que se editó en castellano y luego resultó pirateado hasta el cansancio, puse en orden alfabético las palabras que estaban en el orden que les daba su grafía inglesa.

Fue Álvarez quien luego le ofreció conformar una editorial. Pirí Lugones describió al proyecto como «Ustedes quieren una flor de editorial», debido a las aspiraciones de Álvarez y Divinsky.
En 1967 Divinsky fundó Ediciones de la Flor. y en 1970 se incorporó a la dirección de la editorial  Kuki (Ana María) Miler, posterior pareja de Divinsky. En ese año se publicó en la Flor por primera vez textos de Rodolfo Walsh y la historieta Mafalda, de Quino (ya había sido publicada anteriormente en la editorial Jorge Álvarez), que fue un éxito de ventas. A lo largo de los años, se afianzó como una editorial «clásica» del mercado argentino, publicando, por ejemplo, a gran parte de los humoristas gráficos argentinos. Fontanarrosa, Caloi, Liniers, Sendra, Maitena, Nik, entre otros, publicaron por primera vez en la Flor.
Durante la dictadura militar (el autodenominado Proceso de Reorganización Nacional), Divinsky, su esposa y su pequeño hijo Emilio debieron exiliarse en Venezuela durante seis años, luego de pasar cuatro meses detenidos, y de haber sido liberados por la presión de las asociaciones internacionales de editores. Uno de los motivos de la detención había sido publicar el libro infantil "Cinco dedos" con una imagen en tapa de un puño en alto:

Aunque nadie lo había pensado con finalidades ideológicas, la imagen fue considerada una apología de la subversión destinada a los chicos.

Un ejemplar de Cinco dedos fue comprado por la esposa de un coronel de Neuquén, que cuando vio el libro que tenían sus hijos se horrorizó. Una de las cosas que le había molestado era que la mano derrotada fuera verde, el color del uniforme de fajina del Ejército Nacional. De ahí surgió la prohibición.

En Venezuela, Divinsky se ocupó de promocionar y distribuir los libros editados por Biblioteca Ayacucho, dirigida por el crítico uruguayo Ángel Rama.
En 1983 regresó a la Argentina, y continuó desempeñándose como director de De la Flor conjuntamente con Kuki Miler (durante el exilio había quedado a cargo de su suegra). El primer libro que publicó a su regreso fue Los Pichiciegos, de Fogwill. Además, fue interventor de LR3 Radio Belgrano y dirigió Plural, revista editada por la Fundación Plural para la Participación Democrática.
Se desempeñó en varios medios gráficos, publicando columnas en el diario Página 12 de Argentina, y estuvo a cargo de la sección "Cultura" de El Diario de Caracas. Participó como conferencista de numerosos congresos y convenciones nacionales e internacionales. Además, participó en la Cámara Argentina del Libro, como miembro del Consejo Directivo de 1988 a 2008 y como vicepresidente entre 2000 y 2002.
En 2015 vendió su parte a quien era su socia y se retiró definitivamente de Ediciones de la Flor.

## Premios y reconocimientos
- 1997 - Premio Arnaldo Orfila Reynal, en la Feria Internacional del Libro de Guadalajara.[4]
- 2004 - Mención especial del Premio Konex, por su aporte a la difusión de las letras.[3]
- 2007 - Reconocimiento a la Trayectoria del Senado de la Nación Argentina.[8]
- 2011 - Reconocimiento a la Trayectoria, Premio Clarín.[11]
- 2011 - Reconocimiento al Mérito Editorial.[12]

- 2013 - La Legislatura de la Ciudad de Buenos Aires lo declara “Personalidad destacada de la cultura” de la Ciudad por voto unánime de sus integrantes.